# بخش براون هلم (شهرستان لوراین، اوهایو)
بخش براون هلم (به انگلیسی: Brownhelm Township) یک منطقهٔ مسکونی در ایالات متحده آمریکا است که در شهرستان لورین، اوهایو واقع شده‌است.
 بخش براون هلم ۵۳٫۳۱ کیلومتر مربع مساحت و ۷٬۶۱۸ نفر جمعیت دارد و ۱۹۹ متر بالاتر از سطح دریا واقع شده‌است.